# Tone Koželj
Tone Koželj (...) è un ex sciatore alpino sloveno che gareggiò per la nazionale jugoslava.

## Biografia
Sciatore polivalente, Koželj vinse il titolo nazionale jugoslavo nella combinata nel 1978 e gareggiò anche in Coppa del Mondo, senza ottenere piazzamenti; non prese parte a rassegne olimpiche o iridate.

## Palmarès

### Campionati jugoslavi
- 1 oro (combinata nel 1978)[1]